# Pogorzel (gromada w powiecie gołdapskim)
Pogorzel (1954-71 Górne) – dawna gromada, czyli najmniejsza jednostka podziału terytorialnego Polskiej Rzeczypospolitej Ludowej w latach 1954–1972.
Gromady, z gromadzkimi radami narodowymi (GRN) jako organami władzy najniższego stopnia na wsi, funkcjonowały od reformy reorganizującej administrację wiejską przeprowadzonej jesienią 1954 do momentu ich zniesienia z dniem 1 stycznia 1973, tym samym wypierając organizację gminną w latach 1954–1972.
Gromadę Pogorzel utworzono 1 stycznia 1972 w powiecie gołdapskim w woj. białostockim w związku z przemianowaniem gromady Górne na gromada Pogorzel, utrzymując jednak dotychczasową siedzibę GRN w Górnem (nazwa gromady pochodzi od wsi Pogorzel); równocześnie do gromady Pogorzel przyłączono miejscowości Błędowo, Kamionki i Rudzie oraz część gruntów Nadleśnictwa Kowale Oleckie o powierzchni 1315,85 ha (oddziały Nr Nr 65—72, 138—151, 82—112) z gromady Grabowo w tymże powiecie, ponadto: grunty wsi Bitkowo o powierzchni 500,91 ha, w tym grunty PGR Żelazki o powierzchni 300,45 ha i grunty gospodarstw indywidualnych o powierzchni 200,46 ha; część gruntów Nadleśnictwa Kowale Oleckie, dział VIII o powierzchni 48,69 ha; obszar wsi Bitkowo Kowalskie o powierzchni 50 ha; oraz jezioro Bitkowo o powierzchni 99,77 ha z gromady Filipów w powiecie suwalskim.
Gromada Pogorzel funkcjonowała przez dokładnie jeden rok (1972), czyli do kolejnej reformy gminnej.